# Евстигнеев, Александр Васильевич
Александр Васильевич Евстигнеев (род. 2 июня 1963, Калужская область) — советский и российский футбольный судья национальной категории.
В 1991 году дебютировал боковым судьёй в матче второй низшей лиги «Спартак» Анапа — «Арсенал» Тула (2:1). В 2001—2007 годах провёл 78 матчей чемпионата России главным судьёй.
После завершения судейской карьеры — футбольный инспектор и заместитель председателя Федерации футбола Московской области. В апреле 2014 года был признан виновным в коммерческом подкупе и покушении на мошенничество и был осуждён на 3,5 года условно.
Сын Олег 1986 г. р. — также футбольный судья.